# Tricentrus concavus
Tricentrus concavus är en insektsart som beskrevs av William D. Funkhouser. Tricentrus concavus ingår i släktet Tricentrus och familjen hornstritar. Inga underarter finns listade i Catalogue of Life.